# Leptochilus maracandicus
Leptochilus maracandicus är en stekelart som först beskrevs av Kostylev 1940.  Leptochilus maracandicus ingår i släktet Leptochilus och familjen Eumenidae. Inga underarter finns listade i Catalogue of Life.